# ФК Аја Напа
Фудбалски клуб Аја Напа (грч. Αγία Νάπα) је кипарски фудбалски клуб из Аја Напе. Званично име му је Атлитикос Омилос Аја Напа (Атлетски клуб Аја Напе). Основан је 1990. године спајањем клубова АПЕАН и ЕНАН. Тренутно се такмичи у Првој лиги Кипра.